# WTM-Museumsdepot Traiskirchen

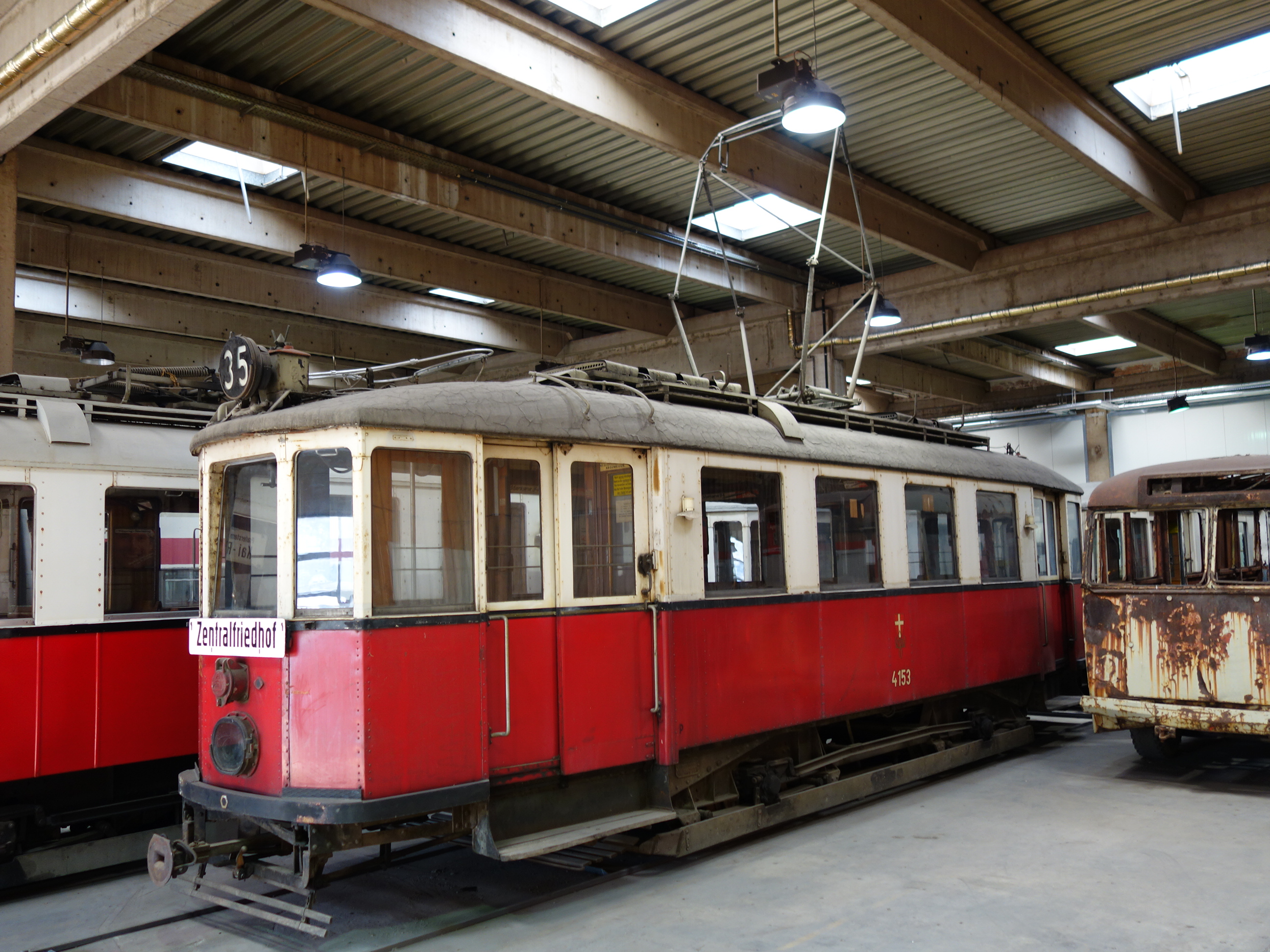
Triebwagen P 4153 in der zugänglichen Halle des Depots

Das WTM-Museumsdepot Traiskirchen des Vereins Wiener Tramwaymuseum befindet sich im Gewerbepark der Stadtgemeinde Traiskirchen im Bezirk Baden in Niederösterreich.

## Hintergrund
Die ursprüngliche Planung des Wiener Tramwaymuseums sah vor, dass einerseits die Betriebsfahrzeuge des Vereins am Standort des Wiener Straßenbahnmuseums (nunmehr Remise – Verkehrsmuseum der Wiener Linien) stationiert, andererseits die nicht ausgestellten im WTM-Museumsdepot Speising auf den Gleisen 1 bis 4 im Betriebsbahnhof Speising geschützt hinterstellt werden sollten. Diese bis in das Jahr 2030 reichende Konzeption ging jedoch durch Planänderungen seitens der Wiener Linien nicht auf: Für die Umsetzung des Betriebskonzeptes ULF2020 in Speising waren Adaptionen und Umbauarbeiten notwendig geworden, sodass die WTM-Fahrzeuge abgesiedelt werden mussten. Überdies wurden die Wiener-Linien-eigenen Museumsfahrzeuge am Standort der Remise Erdberg zusammengezogen. In Verbindung mit der Umsetzung eines neuen Museumskonzept mit Themeninseln und einem großzügigen Eventbereich blieb nicht nur weniger Platz für die dauerhafte Fahrzeugausstellung, sondern auch für die hinterstellten Museumsfahrzeuge des WTM.
Damit war der Verein WTM als Eigentümer gezwungen, sich nach einer geeigneten Halle für ein neues Museumsdepot für seine erhaltungswürdigen Fahrzeuge und deren Ersatzteile zu bemühen.

## Neuer Standort in Traiskirchen
Nach intensiver Suche fanden die Verantwortlichen im ehemaligen Semperitwerk des Reifenherstellers Semperit AG, nunmehr der Gewerbepark Traiskirchen, das passende Objekt mit direktem Gleisanschluss an das Netz der Wiener Lokalbahnen (WLB). Es wurden dort eine Halle sowie weitere Räumlichkeiten für die Fahrzeugersatzteile angemietet. Das Hallengebäude erhielt mit einem Umbau vier breite Hallentore für acht Gleise zur Nutzung als Museumsdepot. Überdies wurde eine Restaurierungswerkstätte eingerichtet.
Damit können im WTM-Museumsdepot Traiskirchen nicht nur die Museumsfahrzeuge abgestellt, sondern auch die noch nicht aufgearbeiteten Fahrzeuge in einen ausstellungswürdigen Zustand restauriert werden, sodass sie abwechselnd mit denen in Erdberg zur Besichtigung gelangen können.
Zum Stand 30. September 2018 (Abrufzeitpunkt der Website) sind im WTM-Museumsdepot Traiskirchen die nachfolgenden Museumsfahrzeuge abgestellt:

„Type L Nr. 502, G3 Nr. 2103, H1 Nr. 2248, K Nr. 2283, M Nr. 4078, P Nr. 4153, E1 Nr. 4868, GP Nr. 6412, GS Nr. 6858, c3 Nr. 1101, b Nr. 1482, k7 Nr. 1500, k3(neu) Nr. 1608, l Nr. 1702, l Nr. 1776, l3 Nr. 1840, m1 Nr. 3750 (gr 7130), u2 Nr. 3832, d2 Nr. 5022, m2 Nr. 5194, m3 Nr. 5337, al Nr. 7008, ab Nr. 7250, ko1 Nr. 7503, sa Nr. 7561, ULF-197 (Versuchsträger), O-Bus-Motorwagen OE-4 und O-Bus-Anhänger OA-10.“
Der Gleisanschluss zur Lokalbahn Wien–Baden wurde im Jahr 2020 durch Ausbau der Anschlussweiche unterbrochen. Weitere Zugänge, wie unter anderem zwei Triebwagen der Reihe WLB 220, welche derzeit in einer nicht zugänglichen Halle remisiert sind, mussten mit Straßentransportern ins Depot gebracht werden.

## Bilder

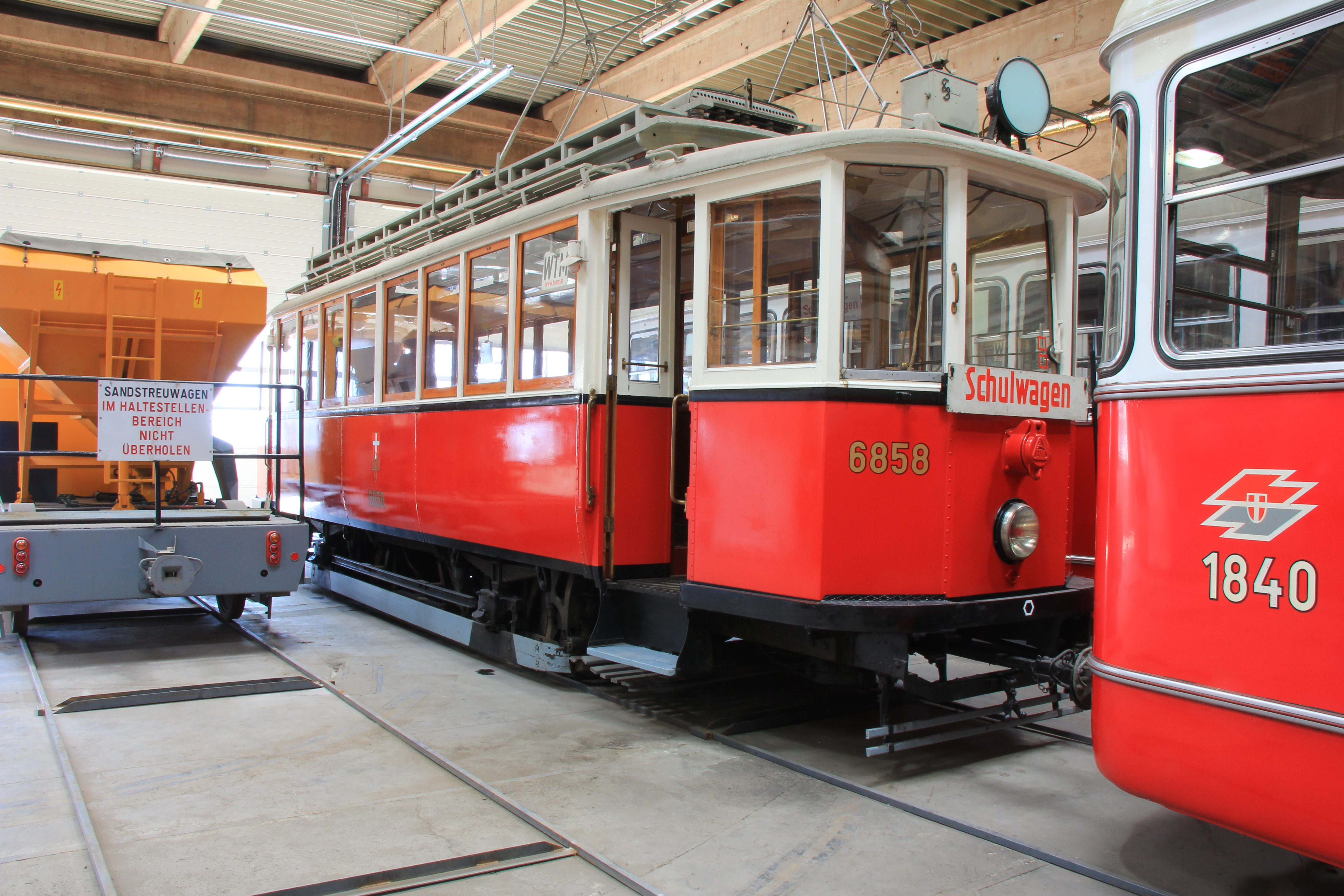
Sog. „halbstarke“ Zugsgarnitur mit Triebwagen GS Nr. 6858, besteckt als Schulwagen, und mit Beiwagen l Nr. 1840; im Vordergrund: Sandstreuwagen sa Nr. 7561
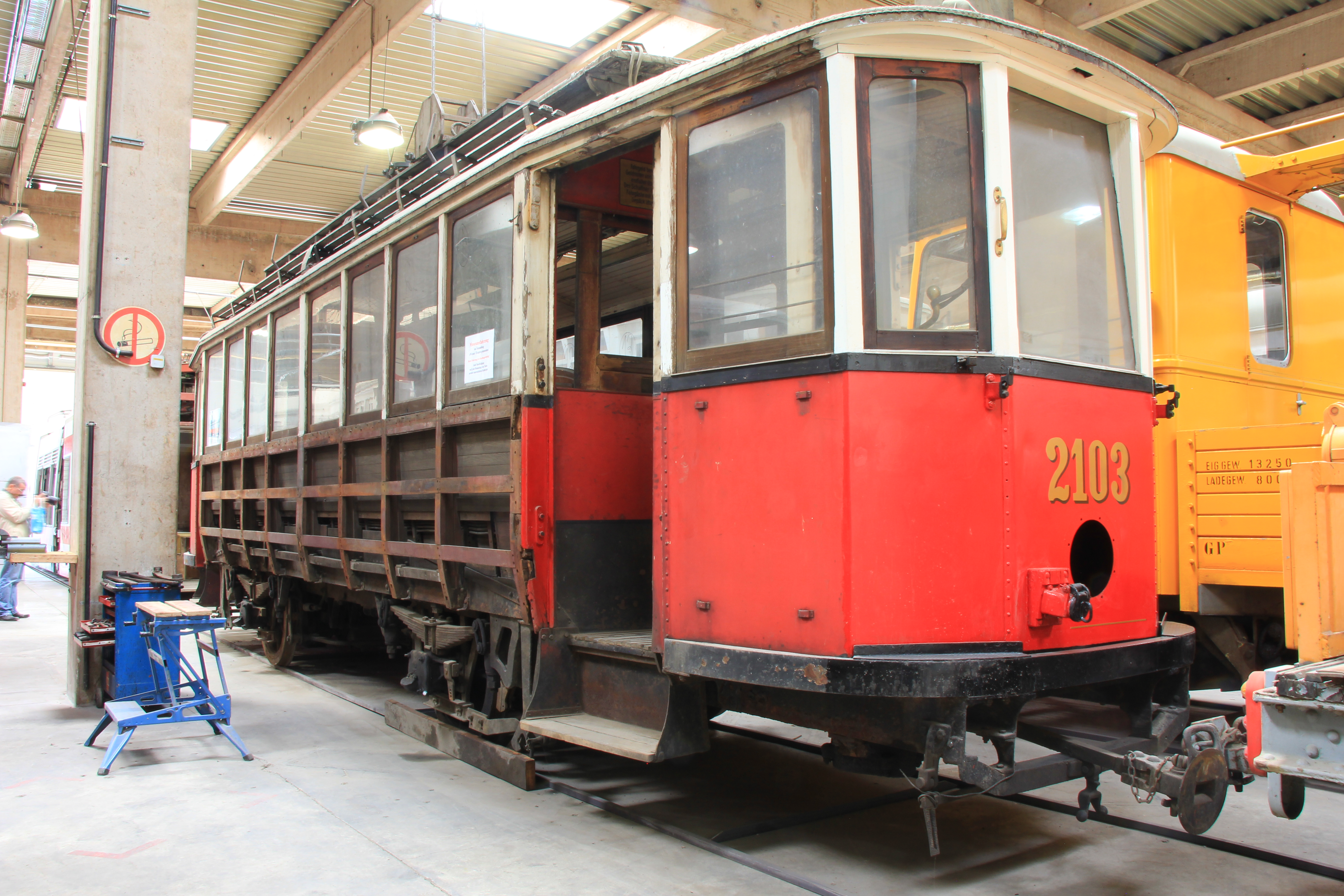
Triebwagen G3 Nr. 2103 im Zustand während Aufarbeitung; im Hintergrund: Arbeitswagen ko1 Nr. 7503
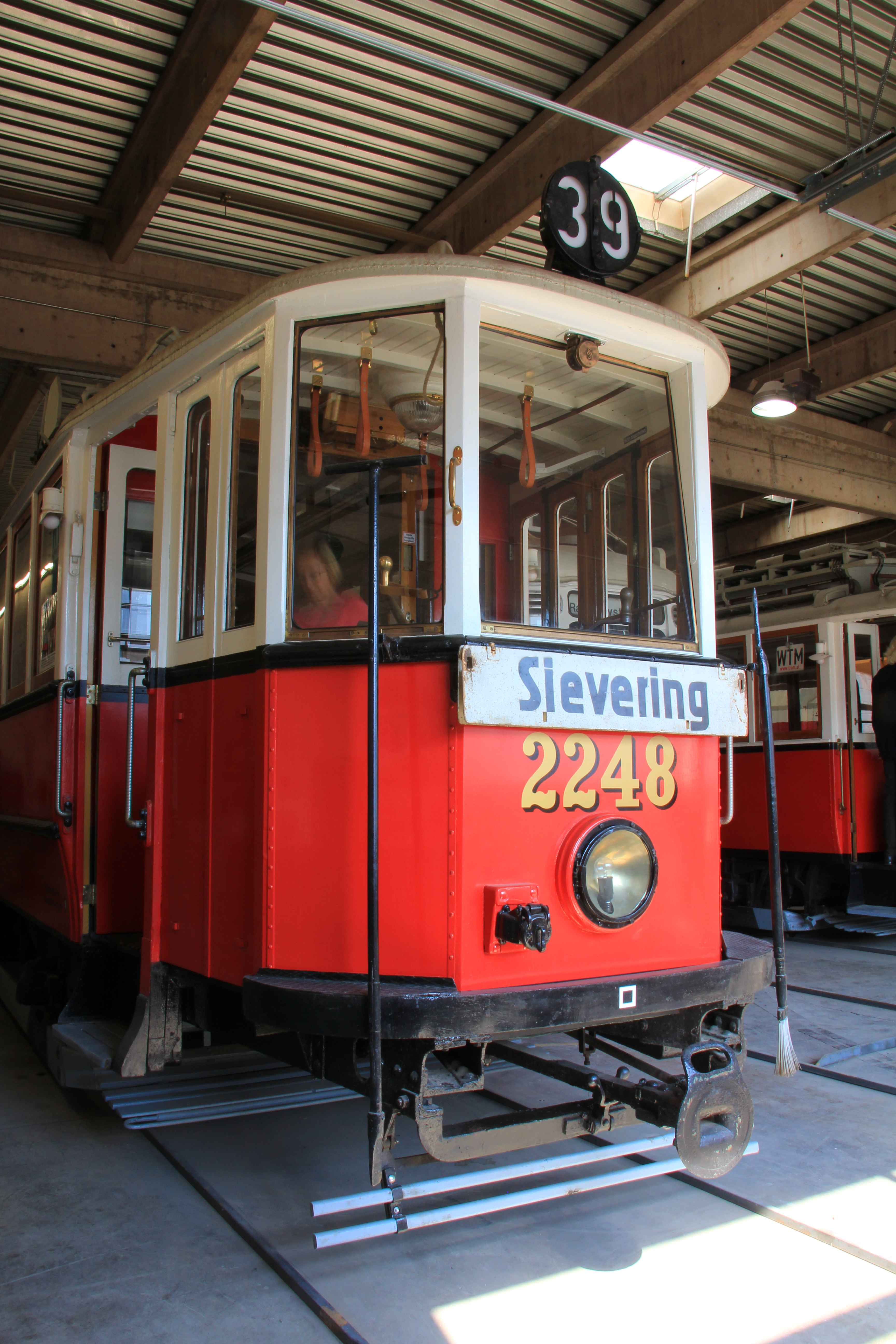
Triebwagen H1 Nr. 2248, besteckt als 39er mit Stirntafel nach Sievering
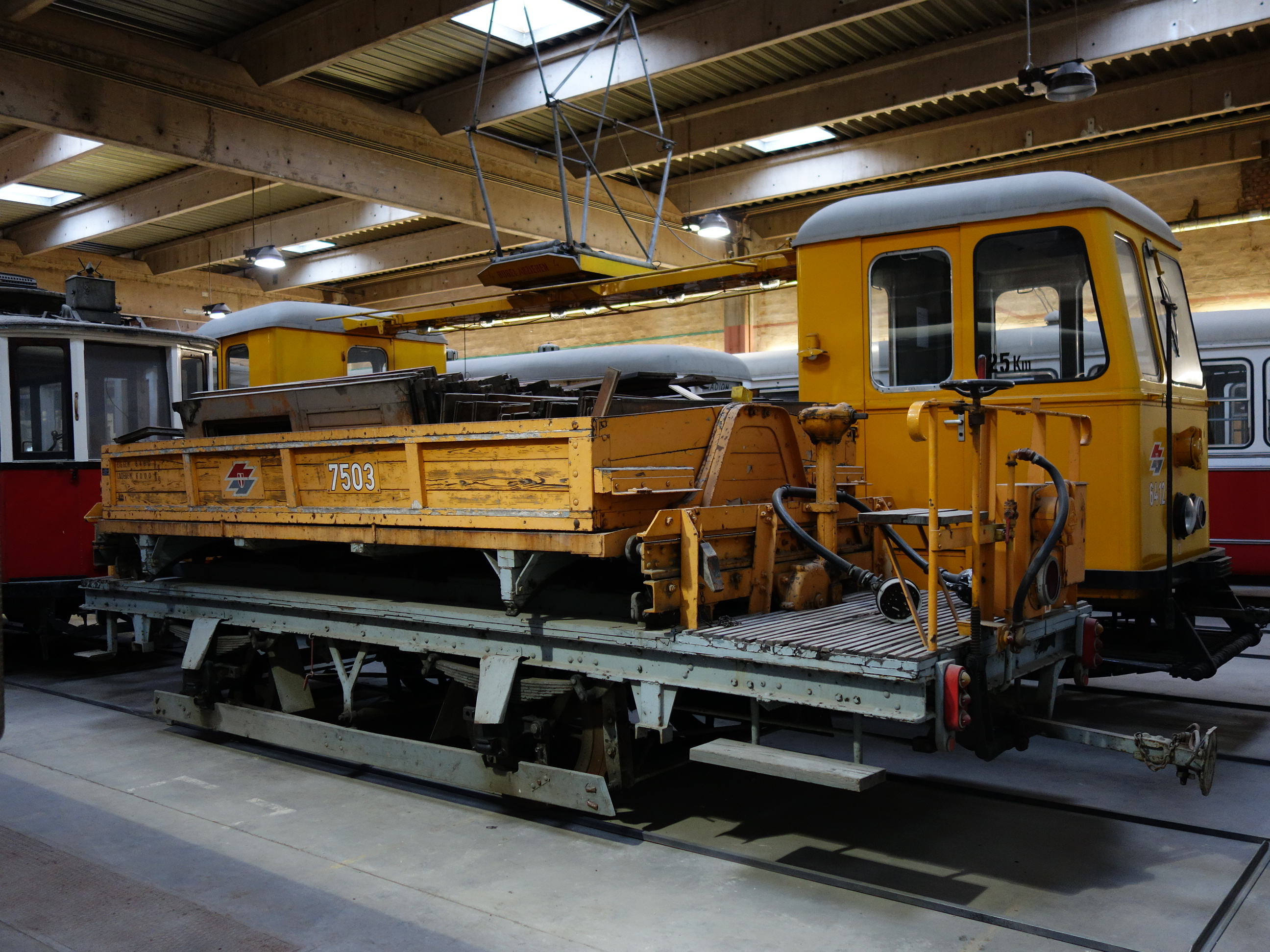
Arbeitsfahrzeuge der Wiener Straßenbahn
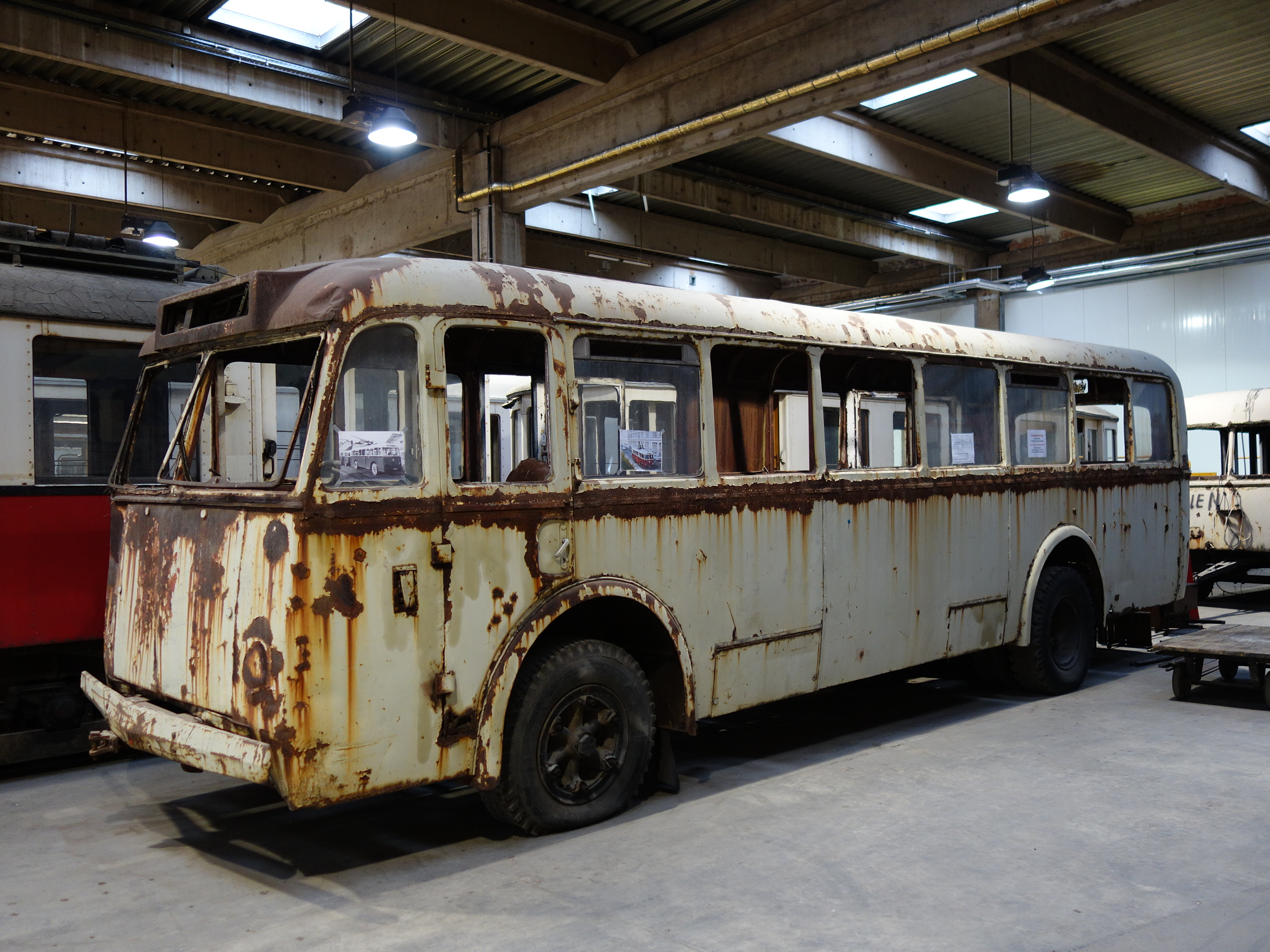
Wrack des letzten erhaltenen Wiener Oberleitungsbusses
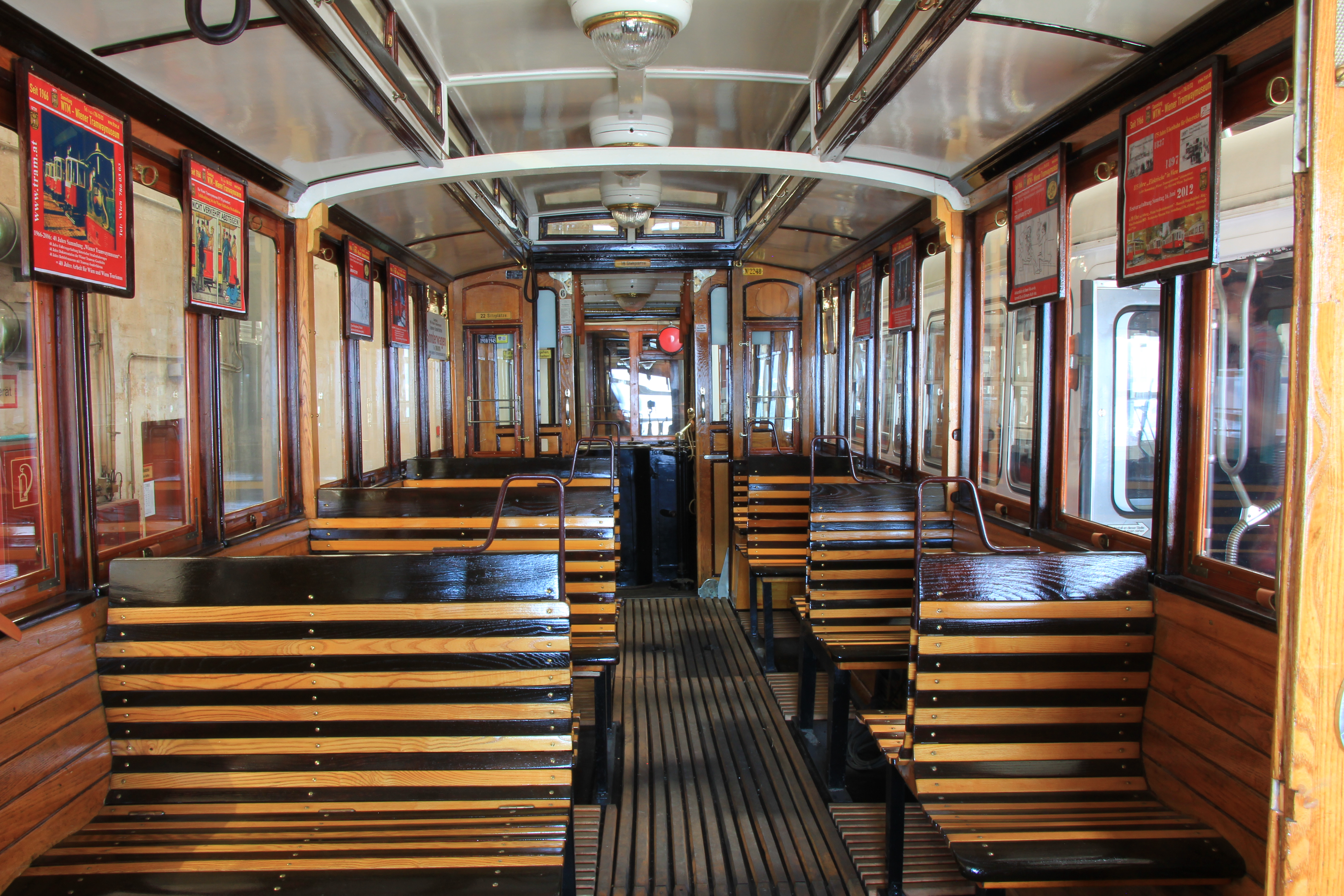
Im Gegensatz zum Verkehrsmuseum Remise darf man in Traiskirchen die ausgestellten Fahrzeuge betreten